# Granaglie
Il termine granaglie indica, commercialmente, i frutti conformati in grani e, in special modo, quelli di alcuni cereali, compresi nella famiglia delle poaceae (gramineae).
Le granaglie comprendono i principali cereali coltivati dall'uomo, come avena, farro, frumento, mais, miglio, orzo, riso, segale o sorgo, oltre a produzioni non propriamente cerealicole, in quanto non appartenenti alla famiglia delle poaceae, come il grano saraceno.